# Züri Triathlon

Sicht vom See auf die rechtsseitige Altstadt Zürich

Der Züri Triathlon ist ein Triathlon, der seit 2000 jährlich im Juli in der Schweiz in Zürich ausgetragen wird.

## Geschichte
Im Triathlon finden die drei Disziplinen Schwimmen, Radfahren und Laufen unmittelbar hintereinander statt.
Dieser Triathlon wird über zwei Distanzen ausgetragen:
- Kurzdistanz (0,5 km Schwimmen, 20 km Radfahren und 5 km Laufen)
- Olympische Distanz (1,5 km Schwimmen, 40 km Radfahren und 10 km Laufen)

Der Wettkampf über die olympische Distanz zählt zum Schweizer Triathlon Circuit und findet am Vortag zum Ironman Switzerland statt.
2011 wurde der Züri Triathlon als eines von fünf europäischen Rennen in die weltweite Rennserie 5150 aufgenommen und wird wieder am 23. Juli 2016 ausgetragen.

## Ergebnisse (olympische Distanz)

### Ergebnisse 5150 Zürich
| Datum/Jahr    | Männer                    | Männer           | Männer               | Frauen            | Frauen          | Frauen         |
| Datum/Jahr    | Erster Platz              | Zweiter Platz    | Dritter Platz        | Erster Platz      | Zweiter Platz   | Dritter Platz  |
| ------------- | ------------------------- | ---------------- | -------------------- | ----------------- | --------------- | -------------- |
| 23. Juli 2016 |                           |                  |                      |                   |                 |                |
| 18. Juli 2015 | Pieter Heemeryck          | Ruedi Wild       | Joseph Gambles       | Catherine Jameson | Désirée Gmür    | Céline Schärer |
| 26. Juli 2014 | Reinaldo Colucci          | Ruedi Wild       | Sven Riederer        | Daniela Ryf       | Ricarda Lisk    | Svenja Bazlen  |
| 27. Juli 2013 | Javier Gómez              | Sven Riederer    | Ruedi Wild           | Emma Moffatt      | Daniela Ryf     | Svenja Bazlen  |
| 14. Juli 2012 | Andrea Nicolas Salvisberg | Ivan Kalashnikov | Alessandro Degasperi | Nicola Spirig -2- | Lisa Nordén     | Maria Cześnik  |
| 9. Juli 2011  | Richard Nicholls          | Joshua Amberger  | Chris McCormack      | Nicola Spirig -1- | Renate Forstner | Anna Cleaver   |

### Ergebnisse Züri Triathlon
| Datum/Jahr    | Männer              | Männer           | Männer              | Frauen              | Frauen           | Frauen               |
| Datum/Jahr    | Erster Platz        | Zweiter Platz    | Dritter Platz       | Erster Platz        | Zweiter Platz    | Dritter Platz        |
| ------------- | ------------------- | ---------------- | ------------------- | ------------------- | ---------------- | -------------------- |
| 24. Juli 2010 | Florin Salvisberg   | Manuel Küng      | Patrick Rhyner      | Nicole Hofer -2-    | Céline Schärer   | Alexandra Schaller   |
| 11. Juli 2009 | Lukas Salvisberg    | Jan van Berkel   | Reto Hug            | Nicole Hofer -1-    | Valentina Bieler | Diane Lüthi          |
| 12. Juli 2008 | Mike Aigroz         | Sven Riederer    | Lukas Salvisberg    | Radka Vodičková     | Melanie Annaheim | Nicole Hofer         |
| 2007          | Ruedi Wild          | Jan van Berkel   | Lukas Salvisberg    | Chrissie Wellington | Nina Eggert      | Nicole Hofer         |
| 2006          | Reto Hug -3-        | Doug Friman      | Alain Wüthrich      | Nicola Spirig       | Mariana Ohata    | Monika Lehmann       |
| 2005          | Reto Hug -2-        | Mathias Hecht    | Matt Hopper         | Sarah Schütz -2-    | Alice Hector     | Jacqueline Uebelhart |
| 2004          | Reto Hug -1-        | Mitch Dean       | Didier Brocard      | Sarah Schütz -1-    | Sibylle Matter   | Miriam Moser         |
| 2003          | Jarrod Brauer       | Mathias Hecht    | Andreas Grütter     | Melanie Mitchell    | Jessica Diem     | Miriam Moser         |
| 2002          | Ronnie Schildknecht | Bruno Invernizzi | Jean-Marc Cattori   | Marianne Rütschi    | Monika Brandt    | Simone Reber         |
| 2001          | Thomas Frei         | Bruno Invernizzi | Ronnie Schildknecht | Barbara Thurner     | Marianne Rütschi | Natascha Justin      |
| 2000          | Markus Keller       | Jarrod Brauer    | Christoph Mauch     | Evelyn Williamson   | Dolorita Fuchs   | Ute Mückel           |